# Abir Al-Sahlani
Abir Al-Sahlani, född 18 maj 1976 i Basra i Irak, är en svensk politiker (centerpartist). Hon är ledamot av Europaparlamentet sedan 2019 och var riksdagsledamot 2010–2014 och 2019, invald för Stockholms kommuns valkrets.

## Biografi
Abir Al-Sahlani föddes i Irak och hennes far Abid Al-Sahlani var aktiv i det förbjudna kommunistpartiet och motståndare till Saddam Hussein vilket ledde till att de flydde till Bulgarien 1977. Inte heller i Bulgarien kände sig familjen trygg och familjen lämnade för den dåvarande socialistiska republiken Sydjemens huvudstad Aden. Fadern blev officer i en irakisk motståndsarmé och stred i Kurdistan. Hon flyttade med sin mor till Syrien och Damaskus ett par år, återvände till Sydjemen men flyttade åter till Bulgarien i samband med inbördeskriget i Sydjemen 1986. De fick veta att fadern omkommit och efter Sovjetunionens sammanbrott flydde hon ensam till Sverige och sin farbror i Härnösand 1991. Strax därefter fick hon veta att fadern levde, men var fängslad, i Bagdad. Senare kunde familjen återförenas i Sverige.
Under gymnasieåren aktiverade hon sig i Rädda Barnen och under denna tid arbetade hon med läxhjälp för invandrarbarn med egna medel. Sista året på gymnasiet ägnade hon mycket tid åt arbetet med 5 i 12-rörelsen i Härnösand som arbetade med diskrimineringsfrågor i samband med Alla mot Rasism-kampanjen.
Abir Al-Sahlani har studerat på Mitthögskolan i Sundsvall och på Stockholms universitet till systemvetare. Hon har jobbat med Rädda Barnen och Rädda Barnens Ungdomsförbund.
Abir Al-Sahlani stödde USA:s allians under Irakkriget 2003. Efter Saddam Husseins fall for hennes far tillbaka för att arbeta med demokratiprocessen, trots att han egentligen avslutat sitt politiska engagemang. Abir Al-Sahlani sökte stöd bland lokalpartierna i Härnösand för att utbilda lokalpolitiker i Irak, och fick stöd av Centerpartiet. Hon följde med sin far och arbetade aktivt i Irak med uppbyggnad av ett demokraticenter, kvinnoseminarier, bildandet av ett sekulärt parti, Nationella Demokratiska Alliansen och ett parlament för ungdomsfrågor. I februari 2007 anställdes Abir Al-Sahlani av Centerpartiet som politiskt sakkunnig i riksdagen med ansvar inför utrikesutskottets kommittéarbete.
Al-Sahlani kandiderade i Europaparlamentsvalet 2009 som nummer tre på Centerpartiets kandidatlista. I riksdagsvalet 2010 stod hon på plats fyra på Centerpartiets lista för Stockholms kommuns valkrets, varför hon blev ersättare i riksdagen för statsrådet Andreas Carlgren. Efter att Carlgren avgått från regeringen och riksdagen i september 2011, blev Al-Sahlani ordinarie ledamot.
Centerpartiets internationella stiftelse upptäckte sommaren 2013 stora redovisningsbrister i demokratiprojekten i Irak och Abir Al-Sahlani utreddes för brott. Demokratiprojekten bekostades delvis av Sida och omfattade bland annat stöd till partiet Nationell demokratisk allians och stöd till ett FN-förbund i Irak. De sköttes bland annat av hennes far som var partiledare för Nationell demokratisk allians. I maj 2014 lades förundersökningen ned, och Al-Sahlani fortsatte därefter verka som riksdagsledamot. I samband med brottsutredningen uppmanades hon att inte ställa upp som riksdagskandidat inför riksdagsvalet 2014, en uppmaning hon valde att följa.
År 2019 tjänstgjorde hon åter som riksdagsledamot under Johan Hedins föräldraledighet.

## Europaparlamentet

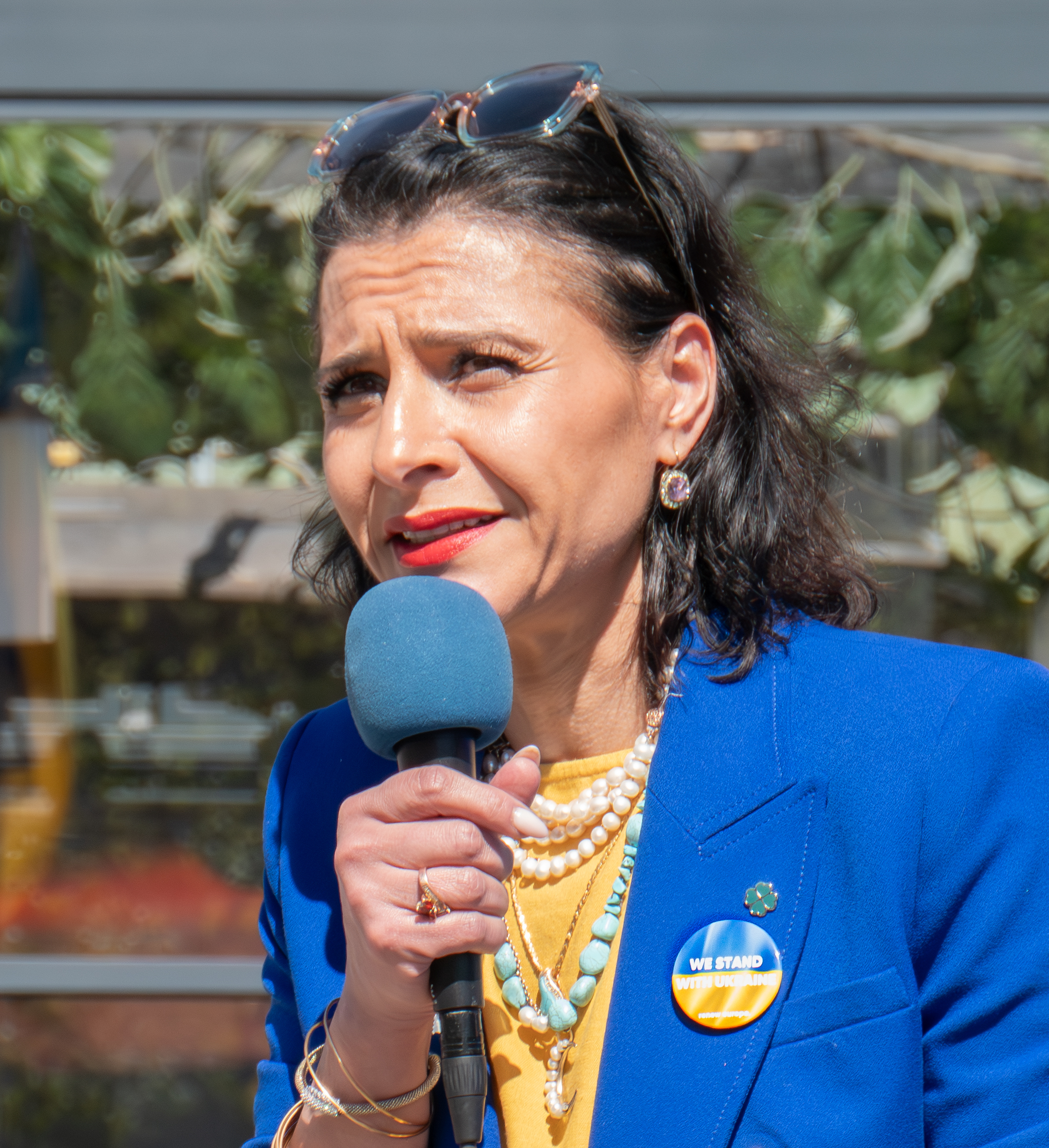
Abir Al-Sahlani talar under Måndagsrörelsen🇺🇦 på Norrmalmstorg i maj 2024.

I EU-valet 2019 stod Abir Al-Sahlani som andranamn på Centerpartiets lista. Centerpartiet fick 10,78 procent av rösterna och Al-Sahlani blev invald i Europaparlamentet. 
Abir Al-Sahlani prioriterade jämställdhet och demokrati under sin valkampanj. Till följd av detta har Al-Sahlani valt att sätta sig i utskottet för sysselsättning och sociala frågor (EMPL) och utskottet för medborgerliga fri- och rättigheter samt rättsliga och inrikes frågor (LIBE).
I EU-valet 2024 stod Abir Al-Sahlani som andranamn på Centerpartiets lista och blev återinvald i Europaparlamentet då Centerpartiet fick 7.29% av rösterna.

## Media
Abir Al-Sahlani uppmärksammades i dokumentärfilmen Irak under slöjan som gjordes av Folke Rydén 2008 och som bland annat följde hennes demokratiarbete i Irak. Hon blev också uppmärksammad i media när hon träffade Iraks premiärminister Nuri al-Maliki för att diskutera en europeisk strategi för framtida kontakter mellan Europeiska unionen och Irak.

## Mahsa Amini
I oktober 2022 klippte Al-Sahlani sitt hår mitt under ett tal i Europaparlamentet i Strasbourg, Frankrike, samtidigt som hon uttryckte den populära kurdiska sloganen "Jin, Jiyan, Azadi" på kurdiska som översätts till "kvinnor, liv, frihet" att bekräfta sitt stöd för iranska kvinnor och Mahsa Amini-protesterna och att uppmana Europa att agera.
Al-Sahlani tilldelades Centerkvinnornas utmärkelse Årets Centerfeminist 2023 för "hennes kraftfulla handling att i EU-parlamentet klippa av sig håret till stöd för den kamp Irans kvinnor för riktatde hon strålkastarljuset mot upproret i Iran."  Hon nominerades också till Årets Selma.

## Kriget mellan Israel-Hamas
Sedan början av kriget mellan Hamas och Israel 7 oktober 2023 har Al-Sahlani återkommande lyft palestiniers lidande, krävt eldupphör och en Marshallplan för Gaza.
I december 2023 reste hon till Gazas gräns med tre andra politiker från EU:s liberala grupp för att undersöka hur det humanitära biståndet når Gaza. I samband med detta uttalade hon "Jag personligen tycker att Netanyahu måste bort. Han har verkligen noll trovärdighet för mig som en ledare. Vi behöver inte fler fundamentalister i världen som radikaliserar sina samhällen.". 
Den 24 februari 2024 höll Al-Sahlani ett mycket uppmärksammat tal kring folkmordet i Gaza, där hon höll för munnen med blodmålad hand för att påvisa den politiska tystnaden kring Gaza.
2024 utsågs hon till en av "Årets svenska kvinnor" när svenska folket tillfrågades om vilken kvinna de tycker har utmärkt sig särskilt positivt under det senaste året (2023-2024).

## Familj
Al-Sahlani bor i Stockholm, är gift och har tre barn födda 2014, 2015 och 2019.